# Josh Mostel
Joshua Elias Mostel est un acteur américain né le 21 décembre 1946 à New York, État de New York (États-Unis).

## Filmographie
- 1971 : L'Affrontement : M. Bonelli (Harry's parole officer)
- 1972 : The King of Marvin Gardens : Frank
- 1973 : Jesus Christ Superstar : le roi Hérode
- 1974 : Harry et Tonto (Harry and Tonto) : Norman Coombes
- 1976 : Deadly Hero : Victor
- 1976 : The Money : Wheel-of-fortune operator
- 1977 : Seventh Avenue (feuilleton TV) : Barney Green
- 1979 : Delta House (série télévisée) : Jim 'Bloto' Blutarsky (Bluto's Brother)
- 1981 : Dead Ringer
- 1982 : Fighting Back : Duster
- 1982 : Le Choix de Sophie (Sophie's Choice) : Morris Fink
- 1983 : At Ease (en) (série télévisée) : Maxwell
- 1983 : Star 80 : Private Detective
- 1984 : The Brother from Another Planet : Casio Vendor
- 1984 : Windy City de Armyan Bernstein (en) : Sol
- 1984 : The Boy Who Loved Trolls (TV) : Wiseman
- 1985 : Almost You : David
- 1985 : Compromising Positions de Frank Perry : Dicky Dunck
- 1986 : Une baraque à tout casser (The Money Pit) : Jack Schnittman
- 1986 : Stoogemania (en) de Chuck Workman : Howard F. Howard
- 1987 : Radio Days : Abe
- 1987 : Matewan : Mayor Cabell Testerman
- 1987 : Wall Street : Ollie
- 1988 : Murphy, l'art et la manière d'un privé très spécial ("Murphy's Law") (série télévisée) : Wesley Harden (1988-1989)
- 1989 : Animal Behavior : Mel Gorsky
- 1990 : Beverly Hills 90210 (TV) : Mr. Ridley
- 1991 : La Vie, l'Amour, les Vaches (City Slickers) : Barry Shalowitz
- 1991 : Naked Tango : Bertoni the Jeweler
- 1991 : Le Petit Homme (Little Man Tate) : Physics Professor
- 1991 : City of Hope : Mad Anthony
- 1992 : Nervous Ticks : Saul Warshow
- 1993 : À la recherche de Bobby Fischer (Searching for Bobby Fischer) : Chess Club Regular
- 1993 : Tracey Takes on New York (TV)
- 1994 : À toute allure (The Chase) : Officer Figus
- 1994 : Auf Wiedersehen Amerika : Abe
- 1994 : L'Or de Curly (City Slickers II: The Legend of Curly's Gold) : Barry Shalowitz
- 1995 : The Maddening : Chicky Ross
- 1995 : Billy Madison : Principal Max Anderson
- 1995 : Basketball Diaries (The Basketball Diaries) : Counterman
- 1995 : Love Dance (Let It Be Me) : Jordan
- 1998 : De grandes espérances (Great Expectations) : Jerry Ragno
- 1998 : Sans issue (Thicker Than Blood) (TV) : Kendall
- 1998 : Les Joueurs (Rounders) : Zagosh
- 1999 : Escapade à New York (The Out-of-Towners) : Dr Faber
- 1999 : Big Daddy : Arthur Brooks
- 2001 : Les Hommes de main (Knockaround Guys) : Mac McCreadle
- 2004 : Strip Search (TV) : Arthur Cimasi
- 2009 : Jeux de pouvoir (State of Play) de Kevin Macdonald : Pete
- 2012 : New York, unité spéciale (saison 13, épisode 15) : Dylan Pope
- 2017 : Mr. Robot (saison 3) : Bo